# Pauletta Foppa
Pauletta Foppa, née le 22 décembre 2000 à Amilly (Loiret), est une joueuse de handball internationale française évoluant au poste de pivot. Elle est notamment auréolée des titres de championne d'Europe en 2018, championne olympique en 2021 et championne du monde 2023 avec l'équipe de France.

## Biographie
Après avoir débuté le handball à l'USM Montargis, c'est avec les sélections jeunes du Comité du Loiret puis de la Ligue Centre-Val de Loire de Handball que Pauletta poursuit sa progression.
En septembre 2014, elle intègre le Pôle Espoirs Féminin de la Ligue Centre-Val de Loire de Handball situé à Orléans.
Durant ses années de Pôle, elle connaît ses premières sélections avec les Équipes de France Jeunes de la Fédération française de handball. En avril 2016, lors de sa première compétition internationale, le Championnat des Confédérations méditerranéennes à Žabljak (Monténégro), Pauletta est élue meilleure joueuse, meilleure buteuse et meilleure pivot de la compétition qu'elle remporte avec l'Équipe de France Cadettes,.
Les sélections s'enchaînent et elle participe à l'été 2017 au Championnat d'Europe U17 avec la France terminant à la 4e place de la compétition. Elle est élue meilleure pivot de cet Euro,.
Après avoir goûté aux joies de la Ligue féminine de handball avec le  CJF Fleury Loiret HB durant sa dernière année en Pôle Espoirs (2017/2018), c’est finalement avec le Brest Bretagne HB et la possibilité d’évoluer en Ligue des champions féminine de l'EHF que Pauletta choisit de signer son premier contrat de joueuse professionnelle en juillet 2018,. Elle obtient son baccalauréat au Lycée Benjamin Franklin durant cette même période.
À l'automne 2018, elle est appelée en équipe de France lors d'un stage de préparation à l'Euro 2018. Elle obtient sa première sélection chez les A à 17 ans et 11 mois le 22 novembre 2018 lors de la victoire de la France contre le Danemark dans le cadre de la Golden League.
En décembre 2018, elle fait partie des joueuses sélectionnées au Championnat d'Europe 2018. Après une défaite lors du match d'ouverture face à la Russie, elle participe à l'épopée fantastique qui voit les bleues décrocher le titre, cumulant finalement six succès, un match nul et une défaite.
En 2021, elle réalise une superbe saison avec son club du Brest Bretagne Handball, remportant la Coupe de France et le Championnat et atteignant la finale de la Ligue des champions, une première pour un club français. A titre individuel, elle est d'ailleurs élue meilleure pivot  de la compétition.
À l’été 2021, elle est sacrée championne olympique aux Jeux de Tokyo 2020 avec l'équipe de France féminine, participant à la victoire en finale face aux joueuses du Comité olympique de Russie (30-25) avec 100 % d'efficacité au tir (7 sur 7).
Lors du Mondial 2023 en Suède, Norvège et au Danemark, Pauletta Foppa forme avec Tamara Horacek un axe central défensif particulièrement performant, qui apporte la solidité à l'équipe de France vainqueure de la Norvège 31-28 en finale pour gagner son troisième titre mondial. Ainsi, la joueuse de Brest a déjà tout gagné à 22 ans avec les titres Européen, Olympique et Mondial.

## Statistiques
Club: Brest Bretagne Handball
- 2018-2019: 35 buts
- 2019-2020: 69 buts
- 2020-2021: 131 buts
- 2021-2022: 145 buts
- 2022-2023: 107 buts
- 2023-2024: 162 buts

## Palmarès

### En club
compétitions internationales
- finaliste de la Ligue des champions en 2021

compétitions nationales
- vainqueur du Championnat de France en 2021
- vainqueur de la coupe de France en 2021
  - finaliste en 2019

### En sélection
Jeux olympiques
- Médaille d’or aux Jeux olympiques de 2020, Tokyo,  Japon
- médaille d'argent aux Jeux olympiques de Paris en 2024, Paris,  France

Championnats d'Europe
- vainqueur du championnat d'Europe 2018
- finaliste du championnat d'Europe 2020

Championnats du monde
- 13e place du championnat du monde 2019
- finaliste du championnat du monde 2021[15]
- médaille d’or au championnat du monde 2023

Autres
- vainqueur du championnat méditerranéen des moins de 16 ans en 2016
- 4e place au Championnat d'Europe des moins de 17 ans en 2017

### Récompenses individuelles
- Élue meilleure pivot du championnat d'Europe (1) : 2022[16]

- élue meilleure pivot du Championnat du monde 2021
- élue meilleure pivot des Jeux olympiques de 2020
- élue meilleure pivot de la Ligue des champions 2020-2021
- élue meilleure joueuse et meilleure pivot du Championnat méditerranéen -16 ans en 2016
- meilleure buteuse du Championnat méditerranéen -16 ans en 2016
- élue meilleure pivot du Championnat d'Europe des moins de 17 ans en 2017
- Candidate pour l’élection de meilleure joueuse du monde 2021-2022

## Décorations
- Chevalier de la Légion d'honneur (2021)[17]